# ТЕС Гіза-Північ
ТЕС Гіза-Північ – теплова електростанція в Єгипті на західному березі долини Ніла, у 30 км на північний захід від кільцевої дороги Каїра.
Введена в експлуатацію у 2014-2015 роках станція стала однією з численних парогазових ТЕС, будівництво яких розпочалось в Єгипті на початку 21 століття для подолання наростаючого енергодефіциту. При цьому до моменту завершення у другій половині 2010-х трьох гігантських станцій (ТЕС Буруллус, Нова Столиця та Бені-Суейф) Гіза-Північ разом з ТЕС Нубарія займала перше місце серед парогазових за загальною потужністю.
Станція складається із трьох блоків, кожен з яких має дві газові турбіни компанії General Electric типу 9FA та одну парову турбіну, виготовлену компанією Ansaldo. Потужність кожної з них складає 50 МВт.
Забір води охолодження відбувається з каналу El-Rayyah El-Beheiry.
Природний газ для роботи ТЕС надходить по перемичці від Нубарії, куди він в свою чергу може потрапяти через трубопроводи Ідку – Нубарія і Тальха – Нубарія (обидва прямують від середземноморського узбережжя).